# Ta-Lo
Ta-Lo ou Ta Lo é um reino fictício que aparece nos quadrinhos americanos publicados pela Marvel Comics. Ta-Lo é inspirado nos 36 céus do taoísmo, conhecidos como Tian, da mitologia chinesa, e é o lar dos Xian e das criaturas mitológicas chinesas. No Universo Marvel, Xian (仙) é o termo para deuses chineses, enquanto na mitologia chinesa, shen (神) e xian são termos distintos, shen significa deuses e xian significa humanos que alcançaram a imortalidade. Ta-Lo apareceu pela primeira vez em Thor #301 (novembro de 1980) e foi criado por Mark Gruenwald, Ralph Macchio e Keith Pollard.
Ta-Lo aparece no filme Shang-Chi e a Lenda dos Dez Anéis (2021) do Universo Cinematográfico da Marvel.

## Histórico de publicação
Ta-Lo apareceu pela primeira vez em Thor #301 (novembro de 1980), escrita por Mark Gruenwald e Ralph Macchio e ilustrada por Keith Pollard.
Após o lançamento do filme do Universo Cinematográfico Marvel, Shang-Chi e a Lenda dos Dez Anéis (2021), o roteirista de Shang-Chi, Gene Luen Yang, incorporou vários conceitos introduzidos no filme aos mitos de Shang-Chi, incluindo o reino celestial de Ta-Lo; para a série.

## História
Ta-Lo, também conhecido como Daluo Tian (chinês: 大羅天) é o maior dos 36 céus. É o lar da maioria dos deuses chineses, também conhecidos como Xian, e é governado por Yu Huang (deus dos céus), também conhecido como o Imperador de Jade. Outros Xian associados ao reino incluem Guan Yu, Kui Xing, Lei Gong, Nezha, Shou-Hsing, Tian-Mu, Xi Wangmu, Yen-Lo Wang e Zhu Rong.
Quando o parasita chamado Wyrm of Desolation atacou o reino de Ta-Lo durante a pré-história, a divindade Xian Nezha selou o Wyrm em uma dimensão de bolso com seu Anel do Universo (乾坤圈). Dentro de sua prisão, Wyrm corrompeu Nezha para atacar Ta-Lo e a Terra, levando os outros deuses taoístas a matá-lo. Como precaução contra a Wyrm, o Imperador de Jade quebrou o Anel do Universo em doze separados e os espalhou por várias dimensões, embora dez deles tenham retornado a Ta-Lo. O Imperador manteve os Dez Anéis como suas armas pessoais e selou longe de sua sala do trono quando não estava em uso devido ao seu poder destrutivo.
Quando quase todos os deuses Asgardianos foram mortos pela Quarta Hoste dos Celestiais, Thor viajou para Ta-Lo para obter as energias vitais necessárias para ressuscitar seus companheiros Asgardianos, que o Imperador de Jade prontamente deu a ele.
No passado, Zheng Zu descobriu a existência de um portal para Ta-Lo e planejou roubar os Cinco Conjuntos de Armas Celestiais do reino para reforçar a Sociedade das Cinco Armas, tendo se inspirado nas Armas ao desenvolver a estrutura da Sociedade. Depois que ele viajou para a Ilha Qilin e se apaixonou por Jiang Li dos Domadores de Qilin, os protetores mortais de Ta-Lo, Zu abandonou seus planos. No entanto, alguns anos depois, Zu retomou seus planos e construiu um portal improvisado para Ta-Lo, que foi destruído durante um confronto entre ele, Jiang Li e seu pai , o Chefe de Clã Xin.
No presente, quando o chefe Xin sequestra Jiang Li e convoca vários Taotie de Ta-Lo para destruir qualquer um dentro da linhagem Zheng, Shang-Chi e seus irmãos pegam um portal improvisado para Ta-Lo para resgatar sua mãe e parar seu avô, mas são confrontados pelo Imperador de Jade e seus guardas por invasão. A traição de Xin é revelada, levando-o a vestir uma máscara taotie para dominar o Imperador e seus guardas na sala do trono do Palácio de Jade antes de atacar os irmãos de Shang-Chi na masmorra do Palácio. Shang-Chi relutantemente permite que o espírito de Zheng Zu o guie até o cofre contendo os Dez Anéis para derrotar seu avô. Shang-Chi usa os Dez Anéis, mas resiste à sua influência sombria, permitindo que Xin pegue seis dos Anéis e fuja para a Casa da Mão Mortal em Chinatown, Manhattan, para se juntar aos Domadores de Qilin na destruição da Sociedade das Cinco Armas. Intrigado com o fato de Shang-Chi poder usar os Dez Anéis, o Imperador de Jade incumbe ele e seus irmãos de prender Xin e recuperar os Anéis restantes. Depois que Xin e os Domadores de Qilin são derrotados e os Dez Anéis são recuperados, Shang-Chi e Jiang Li viajam de volta para Ta-Lo para que Xin enfrente a justiça e devolva os Dez Anéis ao Imperador de Jade, que nomeia Jiang Li como o novo Chefe. dos Domadores de Qilin. Um mês após seu retorno, os Dez Anéis deixam Ta-Lo por conta própria e aparecem para Shang-Chi na Casa da Mão Mortal.

## Características
Ta-Lo é uma dimensão de bolso adjacente à Terra que abriga a raça Xian. Ta-Lo habitado por criaturas mitológicas chinesas, como dragões, fenghuang, shishi, hundun, huli jing e qilin.
A grande maioria dos Xian reside em Ta-Lo (também conhecido como "Daluo Tian") e seus 35 céus menores, além de Fengdu (o submundo taoísta).
Embora seja o lar dos Deuses, várias comunidades de mortais residem em Ta-Lo, incluindo os Domadores de Qilin, que foram abençoados pelos Xian com arco e flecha inato e a habilidade de se conectar psionicamente com o Qilin nativo de Ta-Lo e encarregados de proteger o reino de ameaças externas.
Ta-Lo também hospeda os Cinco Conjuntos de Armas Celestiais que consistem em: Um Martelo, Duas Espadas, Três Cajados, Nove Adagas e Dez Anéis. Além de proteger Ta-Lo de forasteiros, os Domadores de Qilin também são encarregados pelos guardas de proteger as Armas Celestiais de possíveis ladrões.

## Outras mídias
Ta Lo, aparece no filme Shang-Chi e a Lenda dos Dez Anéis do Universo Cinematográfico da Marvel. No filme, a mãe de Shang-Chi, Ying Li, é a guardiã de Ta Lo, um dragão, a Grande Protetora, que abençoa Li com o poder de manipular o vento. Em 1996, o senhor da guerra imortal Xu Wenwu tenta invadir Ta Lo, mas é derrotado por Li. Os dois se apaixonam, mas quando Wenwu é rejeitado pelos habitantes de Ta Lo por seu passado sombrio, Li vai embora com ele. Os dois se casam e têm dois filhos: o filho Shang-Chi e a filha Xialing.